# 제프 더넘
제프 더넘(Jeff Dunham, 1962년 4월 18일 ~ )은 미국의 배우이다.

## 출연 작품
- 스머프: 비밀의 숲